# 2040 (2009)
2040 ist ein dystopischer Science-Fiction-Pornofilm des Regisseurs Brad Armstrong. Er wurde im Jahr 2009 in den Vereinigten Staaten veröffentlicht, Hauptdarsteller sind Randy Spears, der seinen hypothetischen Sohn Ryan Spears spielt, sowie Alektra Blue in der Rolle des „Anabots“ Mira.

## Handlung
Der Film spielt als Science-Fiction-Film im Jahr 2040. Sexuell übertragbare Krankheiten sind inzwischen so virulent und verbreitet, dass Sex mit einem anderen menschlichen Wesen gleichbedeutend mit Selbstmord ist. Masturbation ist die einzige „sozial akzeptable“ Art, Sex zu haben, und bedeutet sexuelle Befreiung. Als Ergebnis dieser Entwicklung ist die Pornobranche einer der landesweit größten Industriezweige geworden. Da Pornodarsteller ebenfalls gefährdet sind, arbeiten menschliche Darsteller mit Sex-Robotern, die aussehen, klingen und Sex haben wie Menschen, den so genannten „Anabots“.
Das Unternehmen Real Doll Incorporated ist Marktführer der Branche und wird geleitet von dem tyrannischen Geschäftsführer Duncan Caldwell. Das Unternehmen fertigt männliche und weibliche Anabots und verkauft oder vermietet sie an die großen Studios für Porno-Produktionen. Die Roboter haben keine Gefühle wie echte Menschen und kennen keine Erfahrung, Trauer oder Freude. Stattdessen werden sie ausschließlich für Sexdienste und Filmeinsätze genutzt.
Morris Lanning, einer der verärgerten ehemaligen Ingenieure des Unternehmens, ist in der Lage, Anabots mit der Fähigkeit zu Emotionen wie Liebe zu entwickeln. Er erschafft einen Prototyp namens Mira. Als bei einer Szene mit dem Darsteller Ryan Spears ein Anabot einen Kurzschluss während eines Porno-Films hat, wird Mira eingesetzt und Spears in die Lage versetzt, die neue Programmierung kennenzulernen.
Später hört Brad Armstrong von Lannings Durchbruch und behandelt den Vorfall als Industriespionage. Er strebt danach, Lanning zu zerstören und Mira sowie ihre Programmierung in seinen Besitz zu bekommen.

## Auszeichnungen
Der Film wurde mit mehreren Preisen der Erotikbranche ausgezeichnet:
- 2010: F.A.M.E. Award – Favorite Feature Movie
- 2010: XRCO Award – Best Epic
- 2010: XRCO Award – Most Outrageous DVD Extras
- 2010: AVN Award – Best Art Direction
- 2010: AVN Award – Best DVD Menus
- 2010: AVN Award – Best Group Sex Scene
- 2009: NightMoves First Choice Award